# Héctor Croxatto Rezzio

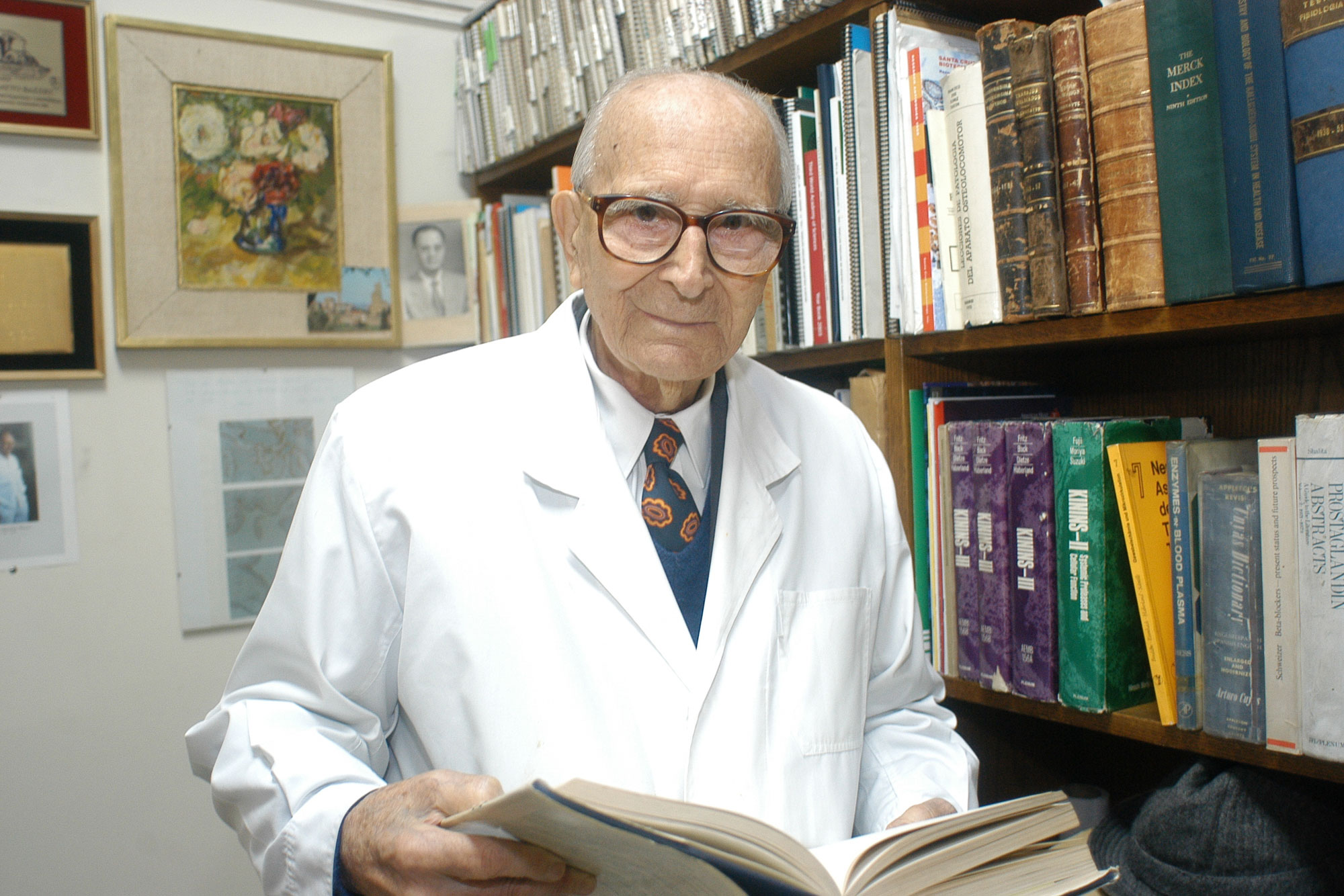
Héctor Croxatto Rezzio

Héctor Croxatto Rezzio (* 3. Juli 1908 in Valparaíso; † 28. September 2010) war ein chilenischer Wissenschaftler.
Aufgewachsen in Temuco studierte er Medizin an der Universidad de Chile in Santiago, wo er 1930 den Titel Médico Cirujano (Chirurg) erhielt. Physiologie, Biologie und Biochemie gehörten in der Folgezeit zu seinen Forschungsgebieten. Zwei Jahrzehnte lang lehrte er Physiologie am Instituto de Educación Física y Técnica des Casa de Bello. Später war er Dekan der medizinischen Fakultät der Universidad Católica de Chile. 1969 wurde er in die Academia Chilena de Ciencias aufgenommen. Sieben Jahre später wurde er Mitglied der Päpstlichen Akademie der Wissenschaften des Vatikans. 1979 folgte seine Auszeichnung mit dem chilenischen Premio Nacional de Ciencias. 1985 verlieh ihm die Päpstliche Katholische Universität von Chile die Ehrendoktorwürde. 2002 erhielt er auch den Ehrendoktortitel der Universidad Metropolitana de Ciencias de la Educación.

## Auszeichnungen
- 1979: Nationaler Wissenschaftspreis (Premio Nacional de Ciencias) von Chile für seine experimentellen Studien der Endokrinologie[2]
- 1985: Ehrendoktorwürde der Päpstlich Katholischen Universität von Chile
- 2002: Ehrendoktorwürde der Universidad Metropolitana de Ciencias de la Educación